# Ricardo Paranhos
Ricardo da Silva Paranhos (Catalão, 1866 — Corumbaíba, 1941), foi um escritor, poeta, político goiano, tendo ocupado a cadeira de número 15 como fundador da Academia Goiana de Letras

## Origens e Formação
Era filho do senador e coronel Antonio da Silva Paranhos, natural do Rio de Janeiro e Belisária da Costa Paranhos, pertencente a uma tradicional família de Paracatu.
Estudou em instituições renomadas, como o Colégio Nosso Senhor do Bonfim (em Entre-Rios, atual Ipameri), e o Colégio Moretzsonh em São Páulo. Ingressou no Curso Preparatório da Faculdade de Direito do Largo de São Francisco, mas teve que interromper os estudos por motivos de saúde, retornando a Catalão.

## Vida Política
Na vida politica, foi deputado estadual e constituinte na Assembleia Legislativa de Goiás em 1891. Após o assassinato de seu pai, enfrentou perseguições políticas que o levaram a se afastar de Catalão, residindo em cidade como Estrela do Sul e Araguari por mais de três décadas.
Em Araguari, dedicou-se a intensa vida comercial, foi proprietário de serrarias em Anhanguera e Engenheiro Bithout, Uma enchente do Paranaíba pôs a perder toda sua fortuna em madeira, da noite para o dia. Mas isto não quebrantou a jovialidade do seu espirito, continuando ele a colaborar com entusiasmo nos jornais do Triangulo e de Goiás.

## Carreira Literária
Destacou-se como poeta e cronista, sendo considerado por alguns como o maior poeta goiano anterior ao surgimento de Leo Lynce. Sua produção literária inclui obras como:
- Borboletas Azuis
- Repiques e Badaladas
- Sátiras e Humorismo
- O Gama

Além de crônicas políticas e os livros "O Crime de Catalão" e "Os Canibais", nos quais denuncia a violência política que culminou no assassinato de seu pai.
Sua atuação na impressa foi significativa, tendo sido redator do jornal Goiás-Minas, editado inicialmente em Araguari e posteriormente em Catalão. Foi colaborador de outros periódicos como O Triângulo e Sul de Goiás.
Em torno de Ricardo se congregou uma plêiade de bons poetas, que se revezavam na publicação de poemas, numa pequena seção intitulada — Arcádia Catalana.
Eram eles: Randolfo Campos, Roque Alves de Azevedo, Gastão de Deus, Alceu Vitor Rodrigues.
O Livro da (Editora CERNE, Prefácio de Mon. Primo Vieira): “Obras Completas de Ricardo Paranhos.” não representa a totalidade das suas produções, mas o que se conseguiu levantar do seu espólio literário. Multa coisa se perdeu, ou ainda se acha dispersa em jornais.

## Legado e Homenagens
Faleceu em Corumbaíba, em 1941. Em 1978, seus restos mortais foram trasladados para o Morrinho de São João, em Catalão, conforme desejo expresso em um de seus poemas, nomeado de Talvez.
Em Goiânia, no setor Marista, existe uma avenida que leva o seu nome: Avenida Ricardo Paranhos.